# Bandeira de Coruripe
A Bandeira do município de Coruripe é um dos símbolos oficiais do município alagoano de Coruripe, conforme previsto no Artigo 4º da Lei Orgânica Municipal, que determina: "São símbolos do município de Coruripe a bandeira, o hino e o brasão municipal"

## História

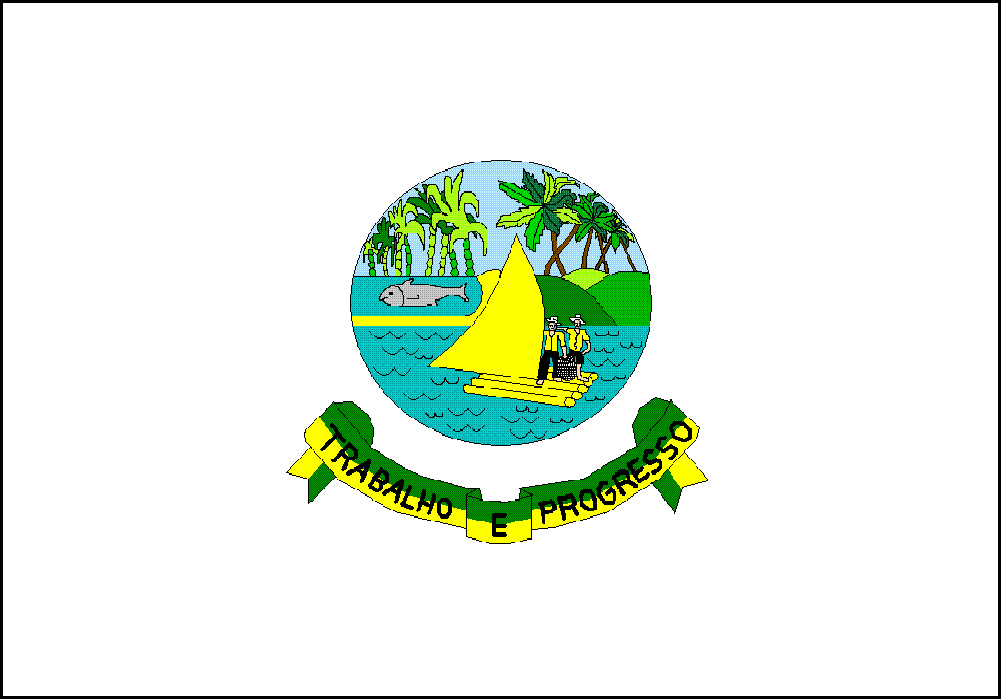
Antiga Bandeira de Coruripe

A bandeira e o brasão da cidade foram modificados pela Lei Municipal n° 1.045/06 em 22 de março de 2006. A primeira bandeira havia sido instituída em 18 de março de 1975 pela Lei Municipal nº 284.

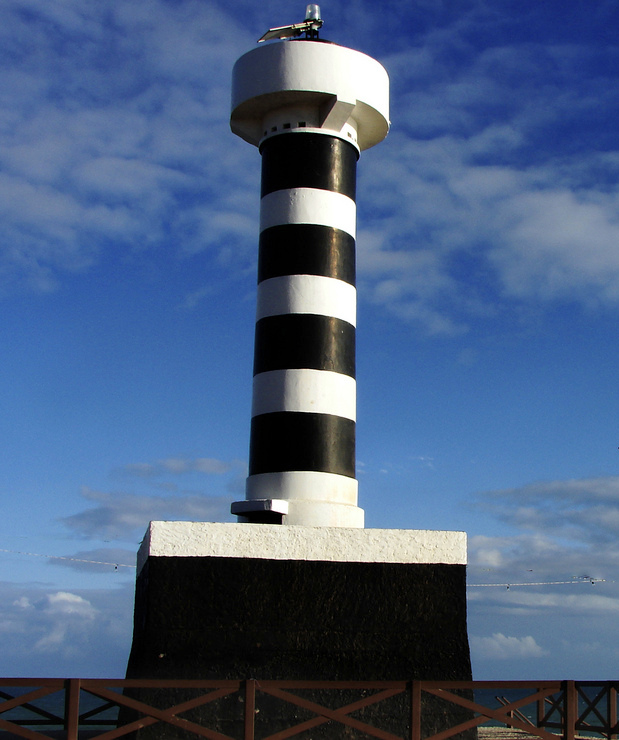
O farol de Coruripe é um dos elementos que compõem a bandeira municipal